# Letteratura scozzese
La letteratura scozzese comprende le opere scritte in Scozia o da autori scozzesi, nelle varie lingue utilizzate nel territorio scozzese nel corso della storia, tra cui brittonico, gaelico scozzese, inglese antico, norreno, latino, francese e, più recentemente, l'inglese e lo scots.

## Storia

### Le origini (VI-VIII secolo)
Le prime testimonianze di letteratura scozzese risalgono al VI secolo, quando le popolazioni di origine celtica utilizzavano la lingua brittonica. Alcune opere di questa fase sono sopravvissute all'interno della letteratura gallese. Parallelamente, con la diffusione del cristianesimo, iniziarono a essere scritti testi in latino, sotto l'influenza della Chiesa cattolica e della cultura monastica, la quale svolse un ruolo chiave nella conservazione e produzione della letteratura.

### La letteratura in gaelico scozzese
Con la nascita del regno di Alba nell'VIII secolo, vi fu una fiorente produzione letteraria in gaelico scozzese, lingua strettamente collegata alla tradizione letteraria irlandese. Testi religiosi e annali storici costituiscono gran parte della produzione letteraria dell'epoca.

### L'influenza anglosassone e normanna (X-XIII secolo)
A partire dal X secolo, l'insediamento di coloni anglosassoni portò all'introduzione dell'inglese antico come lingua letteraria. Con la rivoluzione davidiana del XII secolo, l'influenza culturale normanna divenne evidente, con la diffusione della letteratura in francese e un crescente utilizzo del latino nelle cronache e nei testi religiosi.

### La rivoluzione davidiana
Sotto il regno di David I di Scozia, la Scozia subì una significativa trasformazione culturale, che comportò la diffusione della lingua e cultura normanna. Questo periodo vide la produzione di testi legali e religiosi in latino e francese, in linea con la cultura europea medievale.

## Letteratura medievale (XIV-XV secolo)
Il primo capolavoro della letteratura scozzese antica è il poema epico Brus di John Barbour, scritto nel XIV secolo. Barbour utilizzò la lingua scots per celebrare le gesta di Robert Bruce, eroe della guerra d'indipendenza scozzese.

### Prosa scozzese nel XV secolo
Nel XV secolo, la prosa scozzese raggiunse nuove vette con autori come James I di Scozia, che scrisse il poema allegorico The Kingis Quair. Questo periodo fu caratterizzato dall'adattamento di numerosi romanzi cavallereschi in scots, e dalla crescente importanza della lingua scozzese nel contesto letterario.

## La letteratura in scots (XVI-XVII secolo)
Durante il XVI secolo, lo scots divenne la lingua principale della letteratura scozzese, con poeti come Robert Henryson, William Dunbar e Gavin Douglas che consolidarono lo scots come veicolo letterario.

### La poesia scozzese
La poesia scozzese del periodo rinascimentale è ricca di opere allegoriche e didattiche. Gavin Douglas tradusse l'Eneide di Virgilio in scots, uno dei primi tentativi di adattare un'opera classica in una lingua vernacolare nel mondo britannico.

### Influenza della Riforma scozzese
Nel XVI secolo, la Riforma scozzese influenzò profondamente la produzione letteraria. La riforma portò all'emergere di testi religiosi, sermoni e trattati scritti in scots e inglese, riflettendo i cambiamenti sociali e religiosi dell'epoca. Nel 1603 Elizabeth Melville divenne la prima donna scozzese a pubblicare poesia.

## Il Rinascimento scozzese e oltre (XVIII-XIX secolo)
Il XVIII secolo fu segnato dalla nascita di autori di grande rilievo come Allan Ramsay e, soprattutto, Robert Burns. Burns, scrivendo in scots e in inglese, si distinse come il poeta nazionale della Scozia, celebrando la cultura popolare e le tradizioni locali.

### Robert Burns e l'eredità scozzese
Le opere di Robert Burns influenzarono profondamente non solo la letteratura scozzese, ma anche il sentimento di identità nazionale. La sua poesia rifletteva i valori e le esperienze della vita quotidiana in Scozia, diventando un simbolo culturale per la nazione.

### Sir Walter Scott e il romanzo storico
Nel XIX secolo, Sir Walter Scott portò la letteratura scozzese alla ribalta internazionale con i suoi romanzi storici, che esploravano la storia nazionale della Scozia e il suo patrimonio culturale.

## Letteratura moderna e contemporanea (XX-XXI secolo)
Il XX secolo segnò un periodo di rinascita per la letteratura scozzese. Scrittori come Hugh MacDiarmid cercarono di rivitalizzare l'uso dello scots e promuovere una rinascita culturale scozzese, nota come Rinascimento scozzese.

### La letteratura scozzese contemporanea
Nel XXI secolo, autori come Irvine Welsh e Alasdair Gray hanno esplorato temi moderni, tra cui l'identità scozzese, il cambiamento sociale e l'urbanizzazione. La letteratura scozzese contemporanea è caratterizzata da una vasta gamma di generi e stili, che riflettono le complesse dinamiche della società scozzese moderna.